# Michal Vičan
Michal Vičan (ur. 26 marca 1925, zm. 27 stycznia 1986) był czechosłowackim piłkarzem i trenerem. W 1969 roku prowadząc Slovan Bratysława pokonał FC Barcelonę i zdobył Puchar Zdobywców Pucharów.
Jako piłkarz w latach 1947 i 1952 rozegrał 10 spotkań w reprezentacji Czechosłowacji.
Jako trener w 1974 r. zdobył mistrzostwo i puchar Polski z Ruchem Chorzów